# Gaultheria foliolosa
Gaultheria foliolosa är en ljungväxtart som beskrevs av George Bentham. Gaultheria foliolosa ingår i släktet Gaultheria och familjen ljungväxter. Inga underarter finns listade i Catalogue of Life.